# Ping of death
Un ping of death (sau pingul morții, în traducere liberă) este un tip de atac asupra unui PC care implică trimiterea unui ping malițios către un sistem. Un ping are, de obicei, mărimea de 64 octeți (sau 84 dacă se ia în considerare și header-ul IP); majoritatea sistemelor nu pot interpreta un ping mai mare decât mărimea maximă a pachetelor IP, care este de 65.535 octeți. Primirea unui ping de mărimea asta poate duce la blocarea sistemului.
Acest bug a fost ușor de exploatat. În general, trimiterea unui pachet ping de 65.536 octeți este ilegală comparat cu protocoalele de rețea, dar se pot trimite pachete de mărimea aceasta dacă sunt fragmentate; când sistemul țintă reasamblează pachetele, se produce un buffer overflow ce poate cauza blocarea sistemului.
Această problemă a afectat o mare varietate de sisteme, inclusiv Unix, Linux, MacOS, Windows, imprimante și routere. Totuși, majoritatea sistemelor din 1998 încoace nu mai prezintă aceasta vulnerabilitate.
În ultima vreme a apărut un alt fel de atac de tip ping  - ping flooding (sau inundarea ping, în traducere liberă) practic "inundă" victima cu atât de mult trafic ping, încât traficul normal nu mai ajunge la destinație.